# Włoscy posłowie do Parlamentu Europejskiego 1999–2004
Włoscy posłowie V kadencji do Parlamentu Europejskiego zostali wybrani w wyborach przeprowadzonych 13 czerwca 2009.

## Lista według przynależności do grup (stan na koniec kadencji)

### Grupa Europejskiej Partii Ludowej (Chrześcijańscy Demokraci) i Europejskich Demokratów
Wybrani z listy Forza Italia
- Generoso Andria, poseł do PE od 21 czerwca 2000
- Paolo Bartolozzi, poseł do PE od 14 czerwca 2001
- Renato Brunetta
- Luigi Cesaro
- Raffaele Costa
- Marcello Dell’Utri
- Enrico Ferri
- Francesco Fiori
- Giuseppe Gargani
- Jas Gawronski
- Giorgio Lisi
- Mario Mantovani
- Mario Mauro
- Domenico Mennitti, poseł do PE od 14 czerwca 2001
- Francesco Musotto
- Giuseppe Nisticò
- Guido Podestà
- Giacomo Santini, poseł do PE od 14 czerwca 2001
- Amalia Sartori
- Umberto Scapagnini
- Antonio Tajani
- Stefano Zappalà

Wybrani z listy Włoskiej Partii Ludowej
- Guido Bodrato
- Luigi Cocilovo
- Ciriaco De Mita
- Franco Marini

Wybrani z listy Centrum Chrześcijańsko-Demokratycznego
- Giuseppe Brienza, poseł do PE od 3 lipca 2001
- Raffaele Lombardo

Wybrani z listy Zjednoczonych Chrześcijańskich Demokratów
- Paolo Pastorelli, poseł do PE od 14 czerwca 2001
- Vitaliano Gemelli

Wybrany z listy Partii Emerytów
- Carlo Fatuzzo

Wybrany z listy UDEUR
- Clemente Mastella

Wybrany z listy Odnowienia Włoskiego
- Pino Pisicchio

Wybrani z listy Południowotyrolskiej Partii Ludowej
- Michl Ebner

### Grupa Socjalistyczna w Parlamencie Europejskim
Wybrani z listy Demokratów Lewicy
- Massimo Carraro
- Claudio Fava
- Fiorella Ghilardotti
- Renzo Imbeni
- Vincenzo Lavarra
- Pasqualina Napoletano
- Giorgio Napolitano
- Elena Ornella Paciotti
- Gianni Pittella
- Giorgio Ruffolo
- Guido Sacconi
- Bruno Trentin
- Gianni Vattimo
- Walter Veltroni
- Demetrio Volcic

Wybrany z listy Włoskich Demokratycznych Socjalistów
- Enrico Boselli

### Grupa Europejskich Liberałów, Demokratów i Reformatorów
Wybrani z listy Demokratów
- Giorgio Calò, poseł do PE od 3 września 2003
- Paolo Costa
- Antonio Di Pietro
- Giovanni Procacci
- Francesco Rutelli

Wybrany z listy Włoskich Demokratycznych Socjalistów
- Claudio Martelli

Wybrana z listy Włoskiej Partii Republikańskiej
- Luciana Sbarbati

Wybrany z listy Ligi Północnej
- Marco Formentini

### Grupa Unii na rzecz Europy Narodów
Wybrani z listy Sojuszu Narodowego
- Roberta Angelilli
- Sergio Berlato
- Cristiana Muscardini
- Nello Musumeci
- Antonio Mussa, poseł do PE od 19 lipca 2001
- Mauro Nobilia
- Adriana Poli Bortone
- Mariotto Segni (jako przedstawiciel Patto Segni)
- Franz Turchi

Wybrany z listy MS-FT
- Roberto Felice Bigliardo

### Grupa Zjednoczonej Lewicy Europejskiej – Nordyckiej Zielonej Lewicy
Wybrani z listy Odrodzenia Komunistycznego
- Fausto Bertinotti
- Giuseppe Di Lello Finuoli
- Luisa Morgantini
- Luigi Vinci

Wybrani z listy Włoskich Komunistów
- Armando Cossutta
- Lucio Manisco

### Grupa Zielonych – Wolny Sojusz Europejski
Wybrani z listy Federacji Zielonych
- Giorgio Celli
- Reinhold Messner

### Niezrzeszeni
Wybrani z Listy Emmy Bonino
- Emma Bonino
- Marco Cappato
- Gianfranco Dell’Alba
- Benedetto Della Vedova
- Olivier Dupuis
- Marco Pannella
- Maurizio Turco

Wybrani z listy Ligi Północnej
- Mario Borghezio, poseł do PE od 14 czerwca 2001
- Gian Paolo Gobbo
- Francesco Speroni

Wybrany z listy Demokratów
- Pietro Mennea

### Byli posłowie V kadencji do PE
- Silvio Berlusconi (wybrany z listy FI), do 10 czerwca 2001
- Umberto Bossi (wybrany z listy LN), do 10 czerwca 2001
- Rocco Buttiglione (wybrany z listy CDU), do 10 czerwca 2001
- Massimo Cacciari (wybrany z listy Demokratów), do 26 maja 2000
- Pier Ferdinando Casini (wybrany z listy CCD), do 2 lipca 2001
- Massimo Corsaro (wybrany z listy AN), od 14 czerwca 2001 do 18 lipca 2001
- Gianfranco Fini (wybrany z listy AN), do 10 czerwca 2001
- Raffaele Fitto (wybrany z listy FI), do 20 czerwca 2000
- Vittorio Sgarbi (wybrany z listy FI), do 11 czerwca 2001
- Luciano Caveri (wybrany z listy Demokratów i Union Valdôtaine), od 21 czerwca 2000 do 7 lipca 2003
- Guido Viceconte (wybrany z listy FI), do 11 czerwca 2001